# Zen 4
Zen 4 è il nome di una microarchitettura CPU progettata da AMD, rilasciata il 27 settembre 2022.
È il successore di Zen 3 e utilizza il processo produttivo N6 di TSMC per i die I/O, il processo produttivo N5 per i CCD e quello N4 per le APU. Zen 4 equipaggia i processori desktop ad alte prestazioni Ryzen 7000 (nome in codice "Raphael"), le APU desktop della serie Ryzen 8000G (nome in codice "Phoenix") e i processori HEDT e workstation Ryzen Threadripper della serie 7000 (nome in codice "Storm Peak").
Viene utilizzato anche nei processori mobile top di gamma (nome in codice "Dragon Range"), nei processori mobile sottili e leggeri (nome in codice "Phoenix" e "Hawk Point") e nei processori server EPYC 8004/9004 (nome in codice "Siena", "Genoa" e "Bergamo").
Zen 4 è la prima microarchitettura i cui chip (Ryzen 7000) utilizzano il socket AM5.